# USA's historie (1918-1945)
USA's historie (1918-1945) dækker perioden efter 1. Verdenskrig over Depressionen og til slutningen på 2. Verdenskrig.

## Overblik over perioden
Senatet (USA) ratificerede ikke Versailles traktaten som USA's allierede havde pålagt de besejrede Centralmagter; i stedet underskrev USA separate fredsaftaler med Tyskland og dets allierede. Det amerikanske folk var desillusionerede over fredskonferencens forfejlede forsøg på at indføre høje idealer og valgte at handle uafhængigt af Europa i udenrigspolitiske spørgsmål. USA var meget aktiv på den internationale scene i 1920'erne, men dets afvisning af at deltage i Folkeforbundet førte til landets isolationisme i 1930'erne.
I 1920 blev fremstilling, salg, import og eksport af alkohol forbudt ved en tilføjelse til forfatningen. Spiritusforbuddet afskaffedes i 1933 ved endnu en ændring af forfatningen. Forbuddet anses for at have været en fiasko, hvor enderesultatet blev en stigning i den organiserede kriminalitet.
I 1920'erne oplevede De Forenede Stater en periode med øget velstand. Det gik godt inden for de fleste sektorer med undtagelse af landbruget, der led under, at boblen bestående af høje priser på landbrugsvarer og landbrugsjord sprængtes i 1920. Prisudviklingen var stabil og bruttonationalproduktet steg årligt med 3,2% fra 1918 til 1945. Lønningerne (efter inflation, arbejdsløshed og nedsat arbejdstid er indregnet) for alle ansatte fordobledes i samme periode.
Når 1918 sættes til indeks 100, steg indekset til 112 i 1923, 122 i 1929, men faldt til 81 i 1933 (lavpunktet) og steg siden til 116 i 1940 og 198 i 1945. Landområderne mistede indbyggere til fordel for de større bysamfund, hvortil afstanden mindskedes på grund af den stigende brug af automobiler. Samtidig skete der dramatiske forbedringer i bebyggelses- og byområderne. Konjunkturforbedringerne betød samtidig, at kredittagningen øgedes til et faretruende niveau, ikke mindst på aktiemarkedet, hvor kurserne pustedes op til usikre højder.
Krakket på Wall Street i 1929 og den derpå følgende depression førte til, at regeringen tog initiativ til at genstarte økonomien og hjælpe depressionens ofre. Genrejsningen var imidlertid særdeles langsom. Depressionen toppede i 1933, men økonomien forberedes kun ganske lidt i dette årti og forblev anstrengt indtil militæret øgede sit forbrug grundet krigsforberedelserne i tiden op til 2. verdenskrig. Reallønnen oversteg ikke niveauet fra 1929 før end 1941.
I løbet af 1939 svækkedes amerikanernes isolationistiske holdninger, men USA afstod fra at gå med i krigen i Europa. Man støttede dog Det Forenede Kongerige, Kina og Sovjetunionen med våben og forsyninger. Efter japanernes angreb på Pearl Harbor sluttede USA sig dog til De Allierede mod det imperialistiske Japan, det fascistiske Italien og Nazityskland – kendt som aksemagterne. Selv med amerikansk deltagelse tog det næsten fire år at besejre Nazityskland og Japan.